# TX-2

Ivan Sutherland operando con el Sketchpad en un TX-2.

TX-2 fue una computadora, sucesora del Lincoln TX-0, conocida por su papel en la investigación en inteligencia artificial y en interacción hombre-máquina.

## Especificaciones
El TX-2 era un equipo basado en transistores usando la, entonces, enorme cantidad de 64K de memoria principal.
El TX-2 entró en funcionamiento en 1958. Debido a sus poderosas capacidades para la época, en ella se desarrolló el revolucionario programa de Sketchpad de Ivan Sutherland.

## Rol en crear la Internet
El Dr. Leonard Kleinrock desarrolló la teoría matemática de las redes por paquetes al simularlo de forma exitosa en el computador TX-2 del Laboratorio Lincoln.